# Samburg
Samburg város az USA Tennessee államában, Obion megyében. Lakosainak száma 210 fő (2020. április 1.).

## Népesség
A település népességének változása:

| 2010 | 217 |
| 2020 | 210 |